# Calle de Domingo de Soto
La calle de Domingo de Soto es una vía pública de la ciudad española de Segovia.

## Descripción
La vía discurre desde la plaza de la Reina Doña Juana hasta la del Seminario. El lugar se conoció en otros tiempos como «callejón del Seminario», pero con el título actual honra a Domingo de Soto (1494-1560), fraile dominico y teólogo natural de la ciudad, confesor del emperador Carlos I de España. Aparece descrita en Las calles de Segovia (1918) de Mariano Sáez y Romero con las siguientes palabras:

Domingo Soto.—Está limitada esta pequeña calle por las plazuelas de la Reina Doña Juana y del Seminario. El insigne segoviano a que está dedicada, nació el año 1494, de familia modesta y cristiana, y fué hortelano en sus primeros años. Estudió latín, fué sacristán de Ochando para sufragarse así los gastos de su carrera, pasando a Alcalá a ser disípulo de Santo Tomás de Villanueva, marchó luego a París y después tomó el hábito de dominico de Burgos en 25 de julio de 1525. Catedrático de Vísperas de Teología en Salamanca, en 1543, pronunció un brillante discurso ante el príncipe D. Felipe, que visitaba aquella Universidad. Por orden de Carlos V concurrió al Concilio Tridentino, ocupando el primer asiento y voto de las Órdenes mendicantes, y acreditándose de profundo teólogo. Fué confesor del emperador, volvió a su cátedra de Salamanca, y jubilado de ella, nombrado prior de su convento, y murió el año 1560. Son muchas las obras, todas notables, que escribió, los asuntos en que intervino, los dictámenes emitidos, dirimió discordias y en varias ocasiones fué consultado por el emperador y rey Carlos I. Antes se designaba esta vía callejón del Seminario.
(Sáez y Romero, 1918, p. 66)